# پناهگاه سنگی شباب
پناهگاه سنگی شباب مربوط به دوران فرادیرینه‌سنگی تا دوره نوسنگی است و در شهرستان چرداول، بخش مرکزی، دهستان شباب واقع شده و این اثر در تاریخ ۱۷ اسفند ۱۳۸۱ با شمارهٔ ثبت ۷۹۹۰ به‌عنوان یکی از آثار ملی ایران به ثبت رسیده است.